# Lista odcinków serialu The Affair
Poniżej znajduje się lista odcinków serialu telewizyjnego The Affair – emitowanego przez amerykańską stację telewizyjną  Showtime od 12 października 2014 roku do 27 października 2019 roku. Powstało 5 serii, które łącznie składają się z 53 odcinków.  W Polsce serial jest dostępny w usłudze +Seriale od 1 listopada 2014 roku.
| Sezon | Sezon | Odcinki | Oryginalna emisja    | Oryginalna emisja    | Oryginalna emisja    | Oryginalna emisja | Oryginalna emisja |
| Sezon | Sezon | Odcinki | Premiera sezonu      | Finał sezonu         | Premiera sezonu      | Finał sezonu      |                   |
| ----- | ----- | ------- | -------------------- | -------------------- | -------------------- | ----------------- | ----------------- |
|       | 1     | 10      | 12 października 2014 | 21 grudnia 2014      | 1 listopada 2014     | 10 stycznia 2015  |                   |
|       | 2     | 12      | 4 października 2015  | 20 grudnia 2015      | 25 października 2015 | 10 stycznia 2016  |                   |
|       | 3     | 10      | 20 listopada 2016    | 5 lutego 2017        | 29 listopada 2016    | 7 lutego 2017     |                   |
|       | 4     | 10      | 17 czerwca 2018      | 19 sierpnia 2018     | 19 czerwca 2018      | 21 sierpnia 2018  |                   |
|       | 5     | 11      | 25 sierpnia 2019     | 27 października 2019 | 27 września 2019     | 6 grudnia 2019    |                   |

## Sezon 1 (2014)
| Nr | #  | Tytuł | Reżyseria      | Scenariusz                               | Premiera Showtime    | Premiera Seriale+ |
| -- | -- | ----- | -------------- | ---------------------------------------- | -------------------- | ----------------- |
| 1  | 1  | 1     | Mark Mylod     | Sarah Treem, Hagai Levi                  | 12 października 2014 | 1 listopada 2014  |
| 2  | 2  | 2     | Jeffrey Reiner | Sarah Treem                              | 19 października 2014 | 8 listopada 2014  |
| 3  | 3  | 3     | Jeffrey Reiner | Eric Overmyer                            | 26 października 2014 | 15 listopada 2014 |
| 4  | 4  | 4     | Jeffrey Reiner | Melanie Marnich                          | 2 listopada 2014     | 22 listopada 2014 |
| 5  | 5  | 5     | Carl Franklin  | Kate Robin                               | 9 listopada 2014     | 29 listopada 2014 |
| 6  | 6  | 6     | Carl Franklin  | Dan LeFranc                              | 16 listopada 2014    | 6 grudnia 2014    |
| 7  | 7  | 7     | Ryan Fleck     | Kate Robin                               | 23 listopada 2014    | 13 grudnia 2014   |
| 8  | 8  | 8     | Ryan Fleck     | Dan LeFranc, Melanie Marnich             | 7 grudnia 2014       | 20 grudnia 2014   |
| 9  | 9  | 9     | Jeffrey Reiner | Melanie Marnich, Kate Robin, Dan LeFranc | 14 grudnia 2014      | 3 stycznia 2015   |
| 10 | 10 | 10    | Jeffrey Reiner | Sarah Treem                              | 21 grudnia 2014      | 10 stycznia 2015  |

## Sezon 2 (2015)
| Nr | #  | Tytuł | Reżyseria              | Scenariusz                     | Premiera Showtime    | Premiera Seriale+    |
| -- | -- | ----- | ---------------------- | ------------------------------ | -------------------- | -------------------- |
| 11 | 1  | 201   | Jeffrey Reiner         | Sarah Treem                    | 4 października 2015  | 25 października 2015 |
| 12 | 2  | 202   | Jeffrey Reiner         | Sarah Treem                    | 11 października 2015 | 1 listopada 2015     |
| 3  | 3  | 203   | Anna Boden, Ryan Fleck | Alena Smith                    | 18 października 2015 | 8 listopada 2015     |
| 14 | 4  | 204   | John Dahl              | Anya Epstein                   | 25 października 2015 | 15 listopada 2015    |
| 15 | 5  | 205   | Laura Innes            | Sharr White                    | 1 listopada 2015     | 22 listopada 2015    |
| 16 | 6  | 206   | Jeffrey Reiner         | David Henry Hwang              | 8 listopada 2015     | 29 listopada 2015    |
| 17 | 7  | 207   | Anna Boden, Ryan Fleck | Abe Sylvia                     | 15 listopada 2015    | 6 grudnia 2015       |
| 18 | 8  | 208   | Laura Innes            | Sharr White                    | 22 listopada 2015    | 13 grudnia 2015      |
| 19 | 9  | 209   | Jeffrey Reiner         | David Henry Hwang, Alena Smith | 29 listopada 2015    | 20 grudnia 2015      |
| 20 | 10 | 210   | Scott Winant           | Anya Epstein                   | 6 grudnia 2015       | 27 grudnia 2015      |
| 21 | 11 | 211   | Michael Slovis         | Abe Sylvia, Sharr White        | 13 grudnia 2015      | 3 stycznia 2016      |
| 22 | 12 | 212   | Jeffrey Reiner         | Sarah Treem                    | 20 grudnia 2015      | 10 stycznia 2016     |

## Sezon 3 (2016-2017)
10 grudnia 2014 roku, stacja Showtime zamówiła trzeci sezon serialu
| Nr | #  | Tytuł | Reżyseria                                   | Scenariusz                    | Premiera Showtime | Premiera Seriale+ |
| -- | -- | ----- | ------------------------------------------- | ----------------------------- | ----------------- | ----------------- |
| 23 | 1  | 301   | Jeffrey Reiner                              | Sarah Treem                   | 20 listopada 2016 | 29 listopada 2016 |
| 24 | 2  | 302   | John Dahl                                   | Anya Epstein                  | 27 listopada 2016 | 6 grudnia 2016    |
| 25 | 3  | 303   | Jeffrey Reiner                              | David Henry Hwang             | 4 grudnia 2016    | 13 grudnia 2016   |
| 26 | 4  | 304   | John Dahl                                   | Stuart Zicherman              | 11 grudnia 2016   | 20 grudnia 2016   |
| 27 | 5  | 305   | Jeffrey Reiner                              | Sharr White                   | 18 grudnia 2016   | 27 grudnia 2016   |
| 28 | 6  | 306   | Agnieszka Holland                           | Alena Smith                   | 1 stycznia 2017   | 10 stycznia 2017  |
| 29 | 7  | 307   | Jeffrey Reiner                              | Anya Epstein                  | 8 stycznia 2017   | 17 stycznia 2017  |
| 30 | 8  | 308   | John Dahl                                   | Stuart Zicherman              | 15 stycznia 2017  | 24 stycznia 2017  |
| 31 | 9  | 309   | John Dahl ("Helen") Jeffrey Reiner ("Noah") | Sarah Sutherland, Sarah Treem | 22 stycznia 2017  | 31 stycznia 2017  |
| 32 | 10 | 310   | Jeffrey Reiner                              | Sarah Treem, Sharr White      | 29 stycznia 2017  | 7 lutego 2017     |

## Sezon 4 (2017/2018)
11 stycznia 2017 roku, stacja Showtime ogłosiła oficjalnie przedłużenie serialu o czwarty sezon.
| Nr | #  | Tytuł | Reżyseria      | Scenariusz                                          | Premiera Showtime | Premiera HBO Polska |
| -- | -- | ----- | -------------- | --------------------------------------------------- | ----------------- | ------------------- |
| 33 | 1  | 401   | Mike Figgis    | Sharr White                                         | 17 czerwca 2018   | 19 czerwca 2018     |
| 34 | 2  | 402   | Rodrigo García | Sarah Treem                                         | 24 czerwca 2018   | 26 czerwca 2018     |
| 35 | 3  | 403   | Colin Bucksey  | Katie Robbins                                       | 1 lipca 2018      | 3 lipca 2018        |
| 36 | 4  | 404   | Rodrigo García | Sarah Treem                                         | 8 lipca 2018      | 10 lipca 2018       |
| 37 | 5  | 405   | Jessica Yu     | David Henry Hwang, Sharr White                      | 15 lipca 2018     | 17 lipca 2018       |
| 38 | 6  | 406   | Stacie Passon  | Lydia Diamond, Sarah Sutherland                     | 22 lipca 2018     | 24 lipca 2018       |
| 39 | 7  | 407   | Colin Bucksey  | Jaquén Castellanos, Lydia Diamond, Sarah Sutherland | 29 lipca 2018     | 31 lipca 2018       |
| 40 | 8  | 408   | Michael Engler | Itamar Moses, Sharr White                           | 5 sierpnia 2018   | 7 sierpnia 2018     |
| 41 | 9  | 409   | Sam Gold       | Sarah Treem                                         | 12 sierpnia 2018  | 14 sierpnia 2018    |
| 42 | 10 | 410   | Rodrigo García | Jaquén Castellanos, Katie Robbins, Sarah Treem      | 19 sierpnia 2018  | 21 sierpnia 2018    |

## Sezon 5 (2019)
| Nr | #  | Tytuł | Reżyseria       | Scenariusz                                   | Premiera Showtime    | Premiera             |
| -- | -- | ----- | --------------- | -------------------------------------------- | -------------------- | -------------------- |
| 43 | 1  | 501   | Colin Bucksey   | Sarah Treem                                  | 25 sierpnia 2019     | 27 września 2019     |
| 44 | 2  | 502   | Colin Bucksey   | Katie Robbins, Jaquén Castellanos            | 1 września 2019      | 4 października 2019  |
| 45 | 3  | 503   | Steve Fierberg  | Itamar Moses                                 | 8 września 2019      | 11 października 2019 |
| 46 | 4  | 504   | Toa Fraser      | Donal Lardner Ward                           | 15 września 2019     | 18 października 2019 |
| 47 | 5  | 505   | Eva Vives       | Mike Batistick                               | 22 września 2019     | 25 października 2019 |
| 48 | 6  | 506   | Silas Howard    | Sarah Sutherland, Jaquén Castellanos         | 29 września 2019     | 1 listopada 2019     |
| 49 | 7  | 507   | Steve Fierberg  | Sarah Sutherland                             | 6 października 2019  | 8 listopada 2019     |
| 50 | 8  | 508   | Reginald Hudlin | Kristina Woo, David Henry Hwang, Sarah Treem | 13 października 2019 | 15 listopada 2019    |
| 51 | 9  | 509   | Rachel Morrison | Katie Robbins                                | 20 października 2019 | 22 listopada 2019    |
| 52 | 10 | 510   | Toa Fraser      | Sarah Treem, Itamar Moses, Katie Robbins     | 27 października 2019 | 29 listopada 2019    |
| 53 | 11 | 511   | Sarah Treem     | Sarah Treem                                  | 27 października 2019 | 6 grudnia 2019       |